# Cuatro mujeres y un lío
Cuatro mujeres y un lio es una comedia española estrenada en 1985, rodada en Palma de Mallorca y Madrid.

## Argumento
Federico es un corsetero que inventa una prenda femenina para la que necesita la financiación de tu tío abuelo Ramón que vive en Las Palmas y que viene a verle con su esposa para concretar el negocio. Pero días antes  un alma caritativa ha enviado a la mujer de Ferderico, Alicia unas fotos en las que aparece él en intima situación con su amante. Esto hace que Alicia abandone el hogar conyugal. Federico no encuentra más solución para que sus tíos no se enteren de nada que presentar como a su esposa a Lola la criada. Pero al día siguiente Alicia arrepentida, vuelve a casa por lo que Federico para salvar la situación presenta Alicia como si fuera la criada. Los problemas se le amontonan a Federico porque su administrador no sabe nada de estos cambios y pone a su jefe en una difícil situación ante sus tíos.

## Reparto
| Actor           | Personaje        |
| --------------- | ---------------- |
| Fernando Esteso | Federico         |
| Antonio Ozores  | Ramon            |
| Arévalo         | Alarico Carrasco |
| Fedra Lorente   | Lola             |
| Loreta Tovar    | Alicia           |
| Adriana Vega    | Manuela          |
| Juanito Navarro | El Obispo        |
| Marta Valverde  | Bárbara          |

- Datos: Q47168152